# Paul Thin
Pablo Suárez Delgado (Armilla, Granada, 14 de diciembre de 2002), más conocido como Paul Thin, es un cantante, compositor y productor musical español conocido por ser el segundo finalista de la duodécima edición de Operación Triunfo y ganar la cuarta edición de Tierra de talento.

## Biografía
Nació en Armilla (Granada) el 14 de diciembre de 2002 y es el mediano de tres hermanos. Formado en canto y piano desde la niñez, estudió Comunicación Audiovisual hasta su paso por Operación Triunfo 2023.

## Trayectoria musical

### 2021-2023:Tierra de talentoy primeros sencillos
En 2021 participó en la cuarta edición del concurso de televisión Tierra de talento, de Canal Sur Televisión, ganando visibilidad nacional al proclamarse vencedor el 18 de julio gracias a su versión de «Skin» de Rag’n’Bone Man, habiendo destacado anteriormente en el programa con interpretaciones como la de «Arcade», de Duncan Laurence.
Al acabar el concurso, participó en el show ‘Tierra de Talento. El Espectáculo’ dentro de la programación de Castillo Sound Festival Plus (Alcalá de Guadaíra). Después de convertirse en el ganador, volvió al programa como invitado para interpretar «Believer», de Imagine Dragons y participó en una gala homenaje a Raphael con su versión de «Yo soy aquel», la cual interpretó delante del propio cantante. 
Tras el concurso, editó sus primeros sencillos de producción propia: «La camarera» (2022), «Brisa» (2022) y «Lola» (2023) que, con el paso del tiempo, se harían virales en Spotify. Con ellos, empezó a realizar sus primeras actuaciones, entre ellas, un concierto en el Teatro Municipal de Armilla.

### 2023-2024:Operación Triunfo2023
En 2023, rechazó una propuesta de La Voz para presentarse a los castings de Operación Triunfo. En noviembre de 2023, se convirtió en uno de los dieciséis concursantes oficiales del concurso tras conseguir el pase directo en la Gala 0 con su versión de «Way Down We Go» de Kaleo.
Con un estilo propio muy marcado, se convirtió en uno de los tres primeros finalistas y en la final del 19 de febrero de 2024 se alzó con el segundo puesto. Durante el programa, fue elegido favorito de la semana en dos ocasiones (tras su interpretación de las canciones «El encuentro» —junto a Chiara Oliver—, de Alizz y Amaia, y «Paenamorar», de Paula Cendejas) y destacó por su habilidad para la composición, su personalidad como artista, su implicación en la escenografía y su innovación en el programa con los cambios de producción en canciones que interpretó a lo largo de la edición como «Milo J: BZRP Music Sessions, Vol. 57» o «Baby Hello», entre otras. Además, popularizó sus sencillos publicados y consolidó una base de seguidores activa en Twitch y redes sociales. 
Tras finalizar el concurso, cantó «La vida moderna» junto a Juanjo Bona en un concierto de Veintiuno en la Sala La Riviera de Madrid. Después, hizo una gira de doce conciertos por diez ciudades de España  junto con sus compañeros de Operación Triunfo 2023. El concierto que dieron en el WiZink Center de Madrid fue grabado por Prime Video, estrenándose un documental el 27 de septiembre de 2024.

### 2024: «Dónde», «Alondra» ySpawnpoint
Al firmar su primer contrato discográfico con Universal Music Spain, en abril de 2024 publicó «Dónde», un tema, coproducido por él, con toques urbanos que se mueve entre el hip hop y el pop, tras organizar una pequeña listening party a la que asistieron medios y amistades del cantante. Esta canción recibió una muy buena acogida por parte del público y se reconocieron, una vez más, las dotes del granadino a la hora de cuidar todos los aspectos de sus temas desde la producción hasta la escenografía. Por su directo y otras de sus cualidades como artista, Paul Thin fue sugerido para participar en el Festival de Eurovisión, ganando varios sondeos no vinculantes al Benidorm Fest y finalmente quedando a las puertas de 'La Elección Interna' con «Dónde» (final que sí alcanzaría con «Alondra» en la siguiente edición). Meses después, sería recomendado por Rayden tras finalizar su participación como asesor musical en el festival de Benidorm.
El 9 de abril de 2024, fue invitado por la cadena de radio RAC1 a participar en la gala de los Premis DRAC 2024, siendo esa actuación la primera vez que interpretó su tema «Dónde» en directo. Esa misma semana, actuó en 'LOS40 Primavera Pop', donde cantó varios de sus sencillos, incluido «Dónde».
En mayo de 2024, junto a los otros finalistas de Operación Triunfo 2023, lanzó «La gravedad», una canción concebida para ser la canción oficial de España en los Juegos Olímpicos de París 2024. Los seis la presentaron e interpretaron en la sede del Comité Olímpico Español.
En junio de 2024, se publicó Lo Mejor de Paul Thin, un álbum recopilatorio que incluye su sencillo «Dónde» y varios de los temas que interpretó en las galas de Operación Triunfo 2023. Este disco entró en las Listas Oficiales de Ventas de Promusicae. Semanas después, fue uno de los invitados del evento veraniego de 'Prime Video Presents', donde se anunció el estreno en septiembre de OT23: La gira, así como la fecha de la siguiente edición del programa. Después de las sesiones de dos DJs, el evento acabó con un showcase del artista en el que cantó varias de sus canciones y alguna versión especial.
En julio de 2024, lanzó «Alondra», una canción que se caracteriza por una fusión de pop y elementos urbanos, con toques de electrónica y beats experimentales. La letra es una introspección sobre la ansiedad social y la búsqueda de sentido en medio de una noche de fiesta, donde se aborda la presión de las expectativas externas y la lucha interna por encontrar autenticidad. Se utiliza la figura de "Alondra" como un símbolo de aquello que el cantante busca desesperadamente: un amor, un ideal, o una parte perdida de sí mismo. La producción musical, a cargo de Kiddo, Gio y el propio artista, complementa el mensaje con una atmósfera que combina lo oscuro y lo luminoso, creando una estructura que combina elementos melódicos con un enfoque contemporáneo.
Ese mismo mes, se supo que Ibai Llanos intentó que Paul actuara junto a Bizarrap en La Velada del Año IV, pero no pudo suceder por problemas de disponibilidad, ya que ese mismo día el cantante granadino terminaba la gira de Operación Triunfo 2023 en Valencia. A finales de julio, el artista también actuó en La Casa de España en París en un concierto privado para la delegación española de los juegos olímpicos.
Tras el lanzamiento de «Alondra», Thin empezó una gira de festivales que sirvieron como antesala a su primer EP: Spawnpoint. Este tour comenzó el 11 de agosto de 2024 en Chiclana de la Frontera, en el 'Concert Music Festival', donde presentó en directo por primera vez su sencillo «Alondra». Posteriormente, la gira le llevó a diversas ciudades españolas, incluyendo paradas destacadas como el 'Negrita Music Festival' en Santander y en O Porriño, el 'Coca-Cola Music Festival' en Madrid o el 'Muac Fest' en Armilla. A través de este tour, Paul comenzó a explorar su nueva identidad artística, marcando la transición de 'Pablo' a su actual propuesta musical. En ella, cantó sus temas «La camarera», «Brisa», «Lola», «Dónde» y «Alondra». Asimismo, añadió a su repertorio una versión de «Me quedaré», canción de Estopa, y «Punto de partida», de Rocío Jurado.
En noviembre de 2024, lanzó «Esc», una canción caracterizada por una fusión de géneros que abarcan desde el pop hasta la electrónica, con elementos urbanos. Este sencillo dio el pistoletazo de salida a Spawnpoint, el primer EP del cantante, que serviría de prólogo para su álbum debut, Reboot (2025). Este trabajo incluye las versiones de estudio de las canciones presentadas durante su gira de festivales junto a otros temas para incluir una variedad de estilos musicales, todos coproducidos por él. Este miniálbum entró en las Listas Oficiales de ventas de álbumes y vinilos de Promusicae.
Ese mismo mes, fue invitado por la revista GQ España para participar en la gala de 'Premios GQ Men Of The Year 2024'. El evento comenzó con un tributo especial a Estopa por parte del cantante granadino, interpretando su versión del tema «Me quedaré».
En diciembre de 2024, Paul Thin actuó junto a Estopa en un especial de Navidad de TVE para celebrar los 25 años de carrera musical de los hermanos Muñoz. El artista empezó la actuación musical con su versión de «Me quedaré», para seguidamente unirse a David y José y cambiar a la versión del grupo.

### 2025-presente:Reboot
A principios de febrero de 2025 lanzó «Vértigo», un primer adelanto de Reboot, donde reflexiona sobre la fama mediante una fusión de trap y pop. Poco después publicó «No es la mía», un afrobeat que destaca por su mezcla de ritmos y habla de soledad y nostalgia.
Reboot, su álbum debut, fue publicado digitalmente en marzo de 2025. Con catorce temas en solitario y coproducidos por él, es una obra conceptual que mezcla géneros como el funk, synth-wave, jazz, rumba y electrónica, empleando pasajes de ficción sonora e interludios narrativos por parte del mismísimo Claudio Serrano, desarrollando un arco retrofuturista de “reinicio” personal. El cantante organizó una listening party en la Sala Equis de Madrid, donde invitó a prensa, amigos y fans. Durante el mes de abril de 2025, el disco salió a la venta en formato físico, logrando entrar en las Listas Oficiales de ventas de álbumes y vinilos de Promusicae.
Tras la salida del álbum, dio comienzo el Reboot Tour, arrancando la gira en Madrid en marzo de 2025 con dos conciertos sold out en "La Sala" del Movistar Arena. El tour de Paul Thin, con la mayoría de entradas vendidas, hizo parada en un total de catorce ciudades españolas y dieciséis fechas, incluyendo su cierre en su tierra natal el 23 de mayo de 2025.
Esta gira de salas fue complementada con la participación del artista en diversos festivales de música, tales como LOS40 Primavera Pop, O Son Do Camiño, LOS40 Playa Pop, Zevra Festival o el Arenal Sound, entre otros. Junto a esas fechas, Thin fue confirmado en la gira LOS40 Summer Live 2025 actuando en 6 de las 22 ciudades desde el 10 de julio al 6 de agosto.

## Otros proyectos
En 2021 participó en 'Marbella Vice', una serie de eventos de rol en línea organizados por creadores de contenido españoles en GTA V: Roleplay, que se transmitieron a través de Twitch y otras plataformas. Su intervención lo vinculó con la escena del entretenimiento digital y le permitió familiarizarse con las dinámicas del streaming en vivo.
Tras el lanzamiento de Spawnpoint, el cantante retomó su actividad en Twitch con emisiones en las que interpretaba temas en directo, dialogaba con su comunidad y jugaba a videojuegos. Sus directos, reforzaron su identidad artística y le ayudaron a consolidar una base fiel de seguidores.
En paralelo a una etapa de creación musical y los festivales de su segunda gira Reboot Tour, Paul Thin se incorpora como colaborador al programa Podría ser peor de Radio Nacional de España donde divulga sobre música en la sección «Música con contexto». Su participación se emite todos los lunes, desde el 21 de julio hasta el 25 de agosto de 2025.

## Reconocimientos
En agosto de 2021, recibió la insignia de la ciudad de Granada por parte del Ayuntamiento de la ciudad. Este reconocimiento se otorgó en honor a su trayectoria ascendente en el panorama musical y su victoria en el programa Tierra de Talento.
El 26 de septiembre de 2024, fue el pregonero de las Fiestas de San Miguel de su ciudad natal. El pregón, celebrado en la plaza del Ayuntamiento, no solo dio inicio oficial a las fiestas, sino que también representó un emotivo momento de conexión del artista con sus raíces y un reconocimiento a su trayectoria y esfuerzo.

## Vida personal
Paul Thin es abiertamente bisexual, un aspecto de su identidad del que habló con naturalidad durante su participación en Operación Triunfo 2023 y posteriormente en diversas entrevistas, como en el programa Qué hombres de Playz (RTVE), donde trató su orientación, la masculinidad, sus experiencias personales y la importancia de contar con referentes. También ha abordado este tema en medios como Shangay, El País y Togayther, entre otros. 
Su participación destacada en el reportaje especial sobre bisexualidad publicado por El País Semanal en junio de 2025 generó un notable debate en redes sociales y medios de comunicación. Algunos sectores lo acusaron de queerbaiting, lo que reavivó la discusión sobre la persistente invisibilización de la bisexualidad en el ámbito público. Este tema fue tratado en profundidad por medios como El HuffPost, El Confidencial y RTVE.

## Discografía

### Álbumes y EPs

#### Álbumes de estudio
| Título     | Detalles | Listas CD | Listas vinilos |
| Título     | Detalles | ESP       | ESP            |
| ---------- | --- | --------- | -------------- |
| Spawnpoint | - Lanzamiento original: 29 de noviembre de 2024 - Discográfica: Universal Music Spain - Formato: CD, vinilo, descarga digital - Calificación de Jenesaispop: 7/10 | 7         | 3              |
| Reboot     | - Lanzamiento original: 7 de marzo de 2025 - Discográfica: Universal Music Spain - Formato: CD, vinilo, descarga digital - Calificación de Mondo Sonoro: 7/10     | 9         | 6              |

#### Álbumes recopilatorios
| Título                | Detalles                                                                                                 | Listas |
| Título                | Detalles                                                                                                 | ESP    |
| --------------------- | --- | ------ |
| Lo mejor de Paul Thin | - Lanzamiento: 20 de junio de 2024 - Discográfica: Universal Music Spain - Formato: CD, descarga digital | 12     |

### Sencillos

#### Como artista principal
| Año  | Canción        | Posicionamiento en listas | Álbum      |
| Año  | Canción        | ESP                       | Álbum      |
| ---- | -------------- | ------------------------- | ---------- |
| 2022 | «La camarera»  | —                         | Spawnpoint |
| 2022 | «Brisa»        | —                         | Spawnpoint |
| 2023 | «Lola»         | —                         | Spawnpoint |
| 2024 | «Dónde»        | —                         | Spawnpoint |
| 2024 | «Alondra»      | —                         | Spawnpoint |
| 2024 | «Esc»          | —                         | Spawnpoint |
| 2025 | «Vértigo»      | —                         | Reboot     |
| 2025 | «No es la mía» | —                         | Reboot     |

#### Colaboraciones
| Año  | Canción                                                                          | Posicionamiento en listas | Álbum              |
| Año  | Canción                                                                          | ESP                       | Álbum              |
| ---- | -------------------------------------------------------------------------------- | ------------------------- | ------------------ |
| 2024 | «La gravedad» (con Martin Urrutia, Juanjo Bona, Lucas Curotto, Ruslana y Naiara) | —                         | Sencillo sin álbum |

## Giras

### Conjuntas
- 2024: Operación Triunfo 2023 en concierto

### En solitario
- 2024: Spawnpoint Tour
- 2025: Reboot Tour

## Filmografía

### Televisión

#### Como concursante
| Año       | Título                 | Canal                | Notas                             |
| --------- | ---------------------- | -------------------- | --------------------------------- |
| 2021      | Tierra de talento      | Canal Sur Televisión | Concursante - Ganador             |
| 2023-2024 | Operación Triunfo 2023 | Prime Video          | Concursante - Segundo clasificado |

#### Como invitado o entrevistado
| Año  | Título                               | Canal                      | Notas                     | Ref.    |
| ---- | ------------------------------------ | -------------------------- | ------------------------- | ------- |
| 2021 | Tierra de talento                    | Canal Sur Televisión       | Actuación (1 programa)    | [ 97 ]  |
| 2022 | Música para mis oídos                | Canal Sur Televisión       | Actuación (1 programa)    | [ 98 ]  |
| 2022 | Tierra de talento - Especial Raphael | Canal Sur Televisión       | Actuación                 | [ 99 ]  |
| 2024 | Premios Dial                         | Divinity                   | Invitado                  | [ 100 ] |
| 2024 | LOS40 Primavera Pop                  | Divinity                   | Actuación                 | [ 101 ] |
| 2024 | Coca-Cola Music Experience           | Mitele                     | Actuación, entrevistado   | [ 102 ] |
| 2024 | LOS40 Music Awards                   | Movistar Plus+             | Invitado, entrevistado    | [ 103 ] |
| 2024 | ¡Qué hombres!                        | Playz                      | Entrevistado (1 programa) | [ 104 ] |
| 2024 | 25 años dando Estopa                 | La 1                       | Actuación                 | [ 105 ] |
| 2025 | Noticias 24 horas                    | Canal 24 horas             | Entrevistado (1 programa) | [ 106 ] |
| 2025 | Noticias Aragón                      | La 1                       | Entrevistado (1 programa) | [ 107 ] |
| 2025 | Kings League                         | Twitch                     | Entrevistado (1 programa) | [ 108 ] |
| 2025 | El Programa de Cristina              | Castilla y León Televisión | Entrevistado (1 programa) | [ 109 ] |
| 2025 | Local Musical                        | TeleBilbao                 | Entrevistado (1 programa) | [ 110 ] |
| 2025 | Luar                                 | TVG                        | Actuación (1 programa)    | [ 111 ] |
| 2025 | Somos 8                              | La 2                       | Entrevistado (1 programa) | [ 112 ] |

#### Documentales
| Año  | Título        | Canal       | Notas                 | Ref.    |
| ---- | ------------- | ----------- | --------------------- | ------- |
| 2024 | OT23: La gira | Prime Video | Documental y película | [ 113 ] |

### Vídeos musicales
| Año  | Canción                                                                          | Lanzamiento             | Notas             |
| ---- | -------------------------------------------------------------------------------- | ----------------------- | ----------------- |
| 2023 | «Lola»                                                                           | 8 de septiembre de 2023 | Artista principal |
| 2024 | «Dónde»                                                                          | 12 de abril de 2024     | Artista principal |
| 2024 | «La gravedad» (con Naiara, Juanjo Bona, Ruslana, Lucas Curotto y Martin Urrutia) | 7 de mayo de 2024       | Colaboración      |
| 2024 | «Alondra»                                                                        | 21 de julio de 2024     | Artista principal |
| 2025 | «Vértigo»                                                                        | 7 de febrero de 2025    | Artista principal |
| 2025 | «No es la mía»                                                                   | 28 de febrero de 2025   | Animación         |

## Premios y nominaciones
| Año  | Premio      | Categoría        | Trabajo nominado                                | Resultado | Ref.    |
| ---- | ----------- | ---------------- | ----------------------------------------------- | --------- | ------- |
| 2024 | Premio MADO | Diversidad LGTBI | Él mismo (con compañeros del colectivo de OT23) | Ganador   | [ 114 ] |